# 河北乡 (同德县)
河北乡，是中华人民共和国青海省海南藏族自治州同德县下辖的一个乡镇级行政单位。

## 行政区划
河北乡下辖以下地区：
赛堂村、赛若村、格什格村、黄河村、下知迈村、赛青村、赛羊村、上知迈村、金科村和赛德村。